# Emilie Mayer
Emilie Mayer (født 14. maj 1812 i Friedland, Mecklenburg-Vorpommern, Tyskland ; død 10. april 1883 i Berlin) var en tysk komponist.

## Baggrund og uddannelse
Emilie Mayer kom fra en velhavende baggrund (faderen var apoteker) og fik klaverundervisning fra hun var fem år. Allerede efter få timer begyndte hun at lave små kompositioner. Moderen døde da Emilie var to år, faderen da hun er 28. Hun flyttede til  Stettin og fik dér undervisning i komposition. Fra 1847 boede hun i Berlin, hvor hun fik undervisning i kontrapunkt og instrumentation.
Mayer havde sin første koncert i 1850. Senere boede hun i München og Wien, men vendte tilbage til Stettin.
Hun giftede sig ikke, foretog mange rejser og optrædener i hele Europa og havde dermed et usædvanligt liv for den tid. Hendes kompositioner spilles i flere lande.

## Kompositioner
I begyndelse komponerede hun i "Wiener-stil", senere romantisk musik.
Værker
8 violinsonater, 8 symfonier, 12 cellosonater, 6 klavertrioer, 7 strygerkvartetter, 7 orkestersuiter, en opera, en klaverkoncert, 15 overturer m.m.